# Fördelningscentral

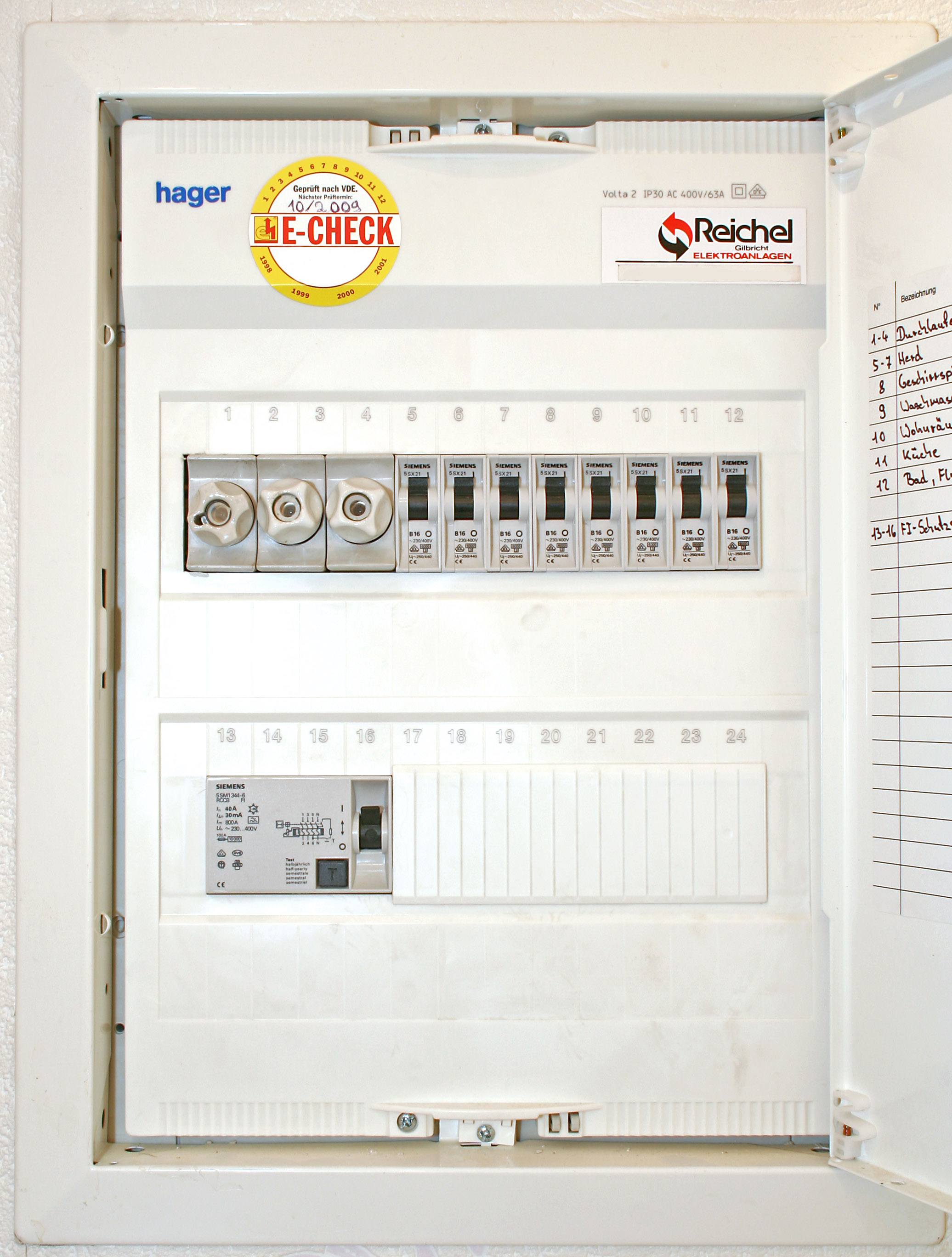
Gruppcentral med jordfelsbrytare i nedre vänstra hörnet

En fördelningscentral eller elcentral (även kallat proppskåp eller säkringsskåp) är en elteknisk installation som består av ett skåp med flera säkringar liksom ofta någon form av elkopplare. Dess funktion är att distribuera elektrisk ström till abonnenterna (bostads-, affärs-, kontors- och mindre industribyggnader).
Beroende på placering kan den kallas olika. Från gruppcentral går gruppledningar ut till strömförbrukande apparater och belysningar. Om det finns flera nivåer kan man prata om huvudfördelningscentral och undercentraler. En gruppcentral sitter normalt placerad i hallen, källaren, grovköket eller garaget i en bostad. Vanlig maxström på säkringar i en gruppcentral är 6-16 ampere även om mycket större säkringar kan förekomma.
Före säkringarna i elcentralen sitter huvudsäkringar, normalt på 16-25 ampere. Också här kan mycket större säkringar förekomma, i vissa fall över 1000 ampere. Ofta sitter huvudsäkringarna i en egen elcentral där också elmätaren oftast är placerad. (I flerfamiljshus vanligen i källaren, i enfamiljshus vanligen utomhus i ett s.k. fasadmätarskåp - i äldre villor ofta inomhus längst uppe på loftet.) Förutom säkringarna, finns ofta en jordfelsbrytare installerad i bostadens säkringsskåp. Det brukar också finnas en huvudbrytare (HB) för att enkelt bryta all ström i bostaden.
Namnet proppskåp kommer från att det normalt sett satt keramiksäkringar i skåpet, och eftersom keramiksäkringar kallades för proppar i gamla tider är namnet på ett skåp med proppar proppskåp. Dessa så kallade smältsäkringar används fortfarande i stora anläggningar med långa ledningslängder eftersom utlösningstiderna faktiskt är mycket bättre för denna typ av säkring. Men de nya automatsäkringarna har utvecklats och finns med olika karaktär, A, B, C, D och även E. A är snabbast i utlösningstiden och E är långsammast. Dock kommer de förmodligen aldrig att slå smältsäkringar i säkerhet, varför dessa fortfarande används.
I takt med att keramiksäkringarna (smältproppar) till en viss gräns byts ut mot dvärgbrytare (som tidigare kallades automatsäkringar) i en normkapsling blir användningen av ordet proppskåp mindre vanlig och byts ofta ut mot ord som till exempel elcentral eller undercentral, på fackspråk gruppcentral.
Förutom fasta gruppcentraler i bostäder och andra byggnader, finns även portabla centraler som används på byggplatser och liknande, så kallade "byggcentraler".
Huvudledningsschema kallas de scheman där det framgår hur de elektriska ledningarna är dragna för försörjning av gruppcentraler i en byggnad och en gruppförteckning talar om vad varje enskild säkring ger/bryter strömmen till i anläggningen.

## Undercentral
En undercentral är ett säkringsskåp som får sin elenergi från ett mer centralt placerat säkringsskåp som dessutom också oftast hanterar större mängd elenergi.